# Checoslováquia nos Jogos Olímpicos de Inverno de 1948
A Checoslováquia competiu nos Jogos Olímpicos de Inverno de 1948, realizados em St. Moritz, Suíça.